# Azetidin-2-carbonsäure
(S)-Azetidin-2-carbonsäure ist eine nicht-kanonische α-Aminosäure aus der Gruppe der Azetidincarbonsäuren, die sich von ihrem Analogon, der proteinogenen Aminosäure L-Prolin [(S)-Prolin] nur durch Ringverkleinerung um eine Methylengruppe unterscheidet. Sie ist ein toxischer Bestandteil des Wurzelstocks einheimischer Maiglöckchen und wirkt hemmend auf das Pflanzenwachstum. Die Azetidin-2-carbonsäure besitzt ein stereogenes Zentrum, ist also chiral. Es gibt zwei Enantiomere: (S)-Azetidin-2-carbonsäure und (R)-Azetidin-2-carbonsäure. Letztere besitzt nur geringe Bedeutung.

## Natürliches Vorkommen
Neben der Stammsubstanz (S)-Azetidin-2-carbonsäure [Synonym: L-Azetidin-2-carbonsäure] in Maiglöckchen (Convallaria majalis) und in geringen Mengen in Zuckerrüben kommen in der Natur vor allem deren Derivate vor: Mugineinsäure dient als Phytosiderophor und Nicotinamin ist in Soja-Sauce enthalten.

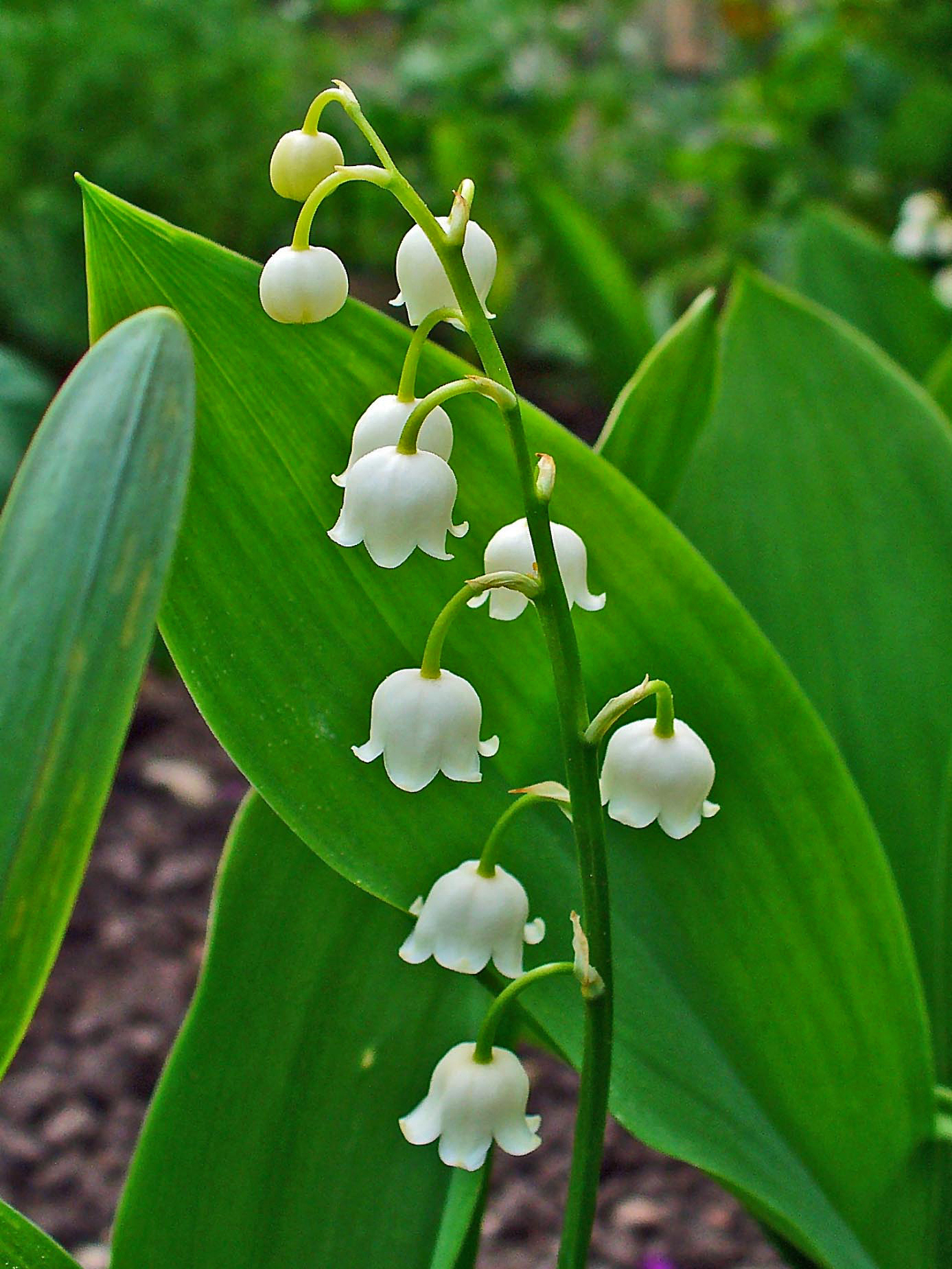
Maiglöckchen (Convallaria majalis)
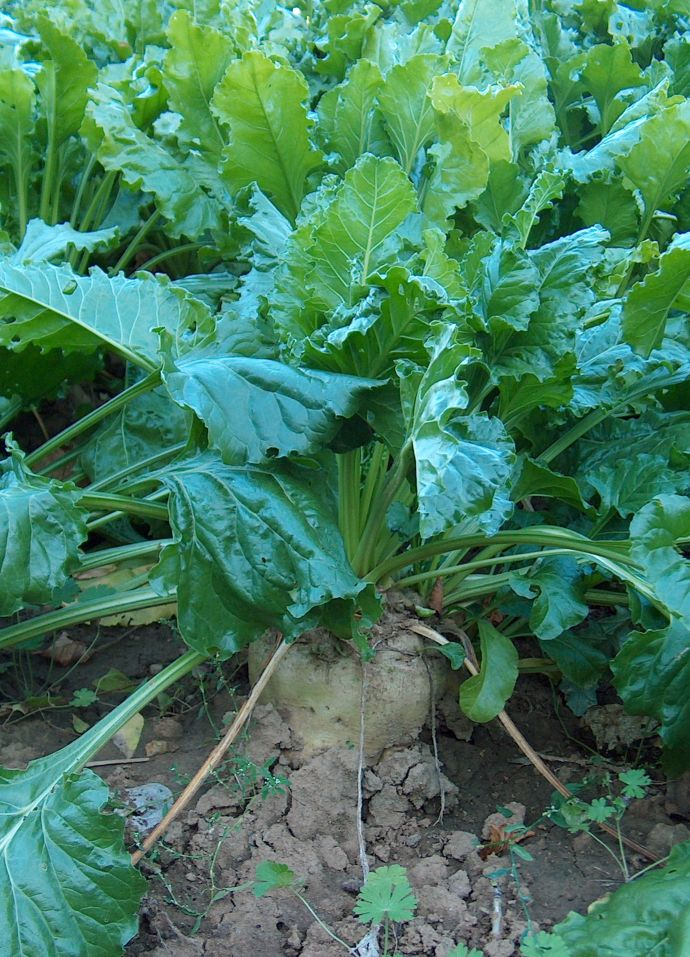
Zuckerrübe (Beta vulgaris subsp. vulgaris, Altissima-Gruppe)

## Giftwirkung auf Fressfeinde

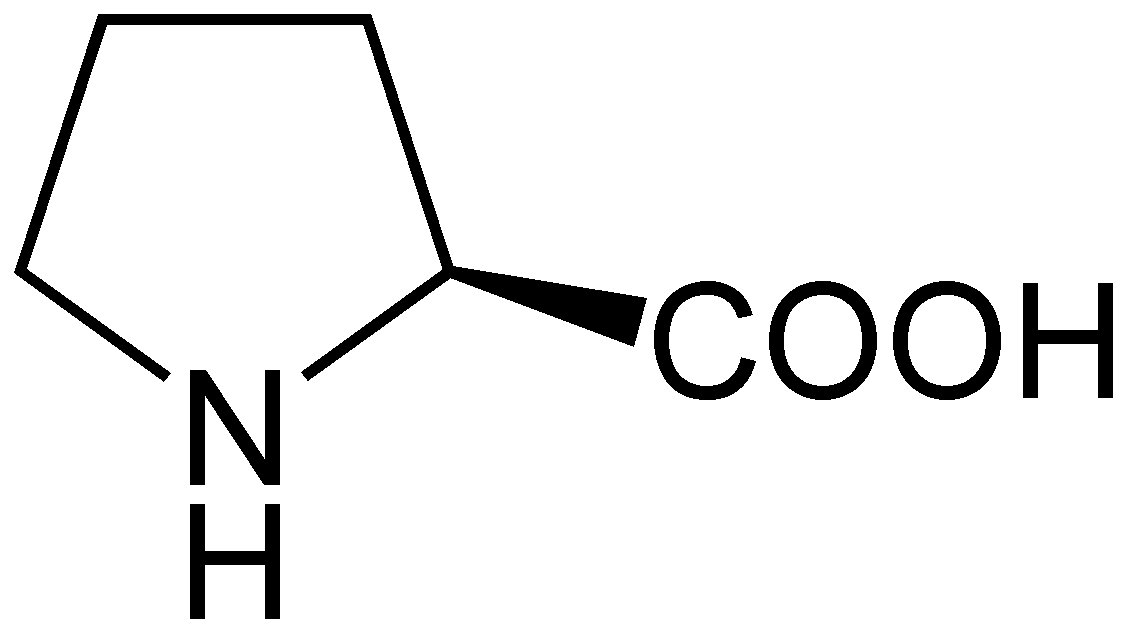
Zum Vergleich die proteinogene Aminosäure L-Prolin

Falls Fressfeinde (Herbivore) die Maiglöckchen und damit das Gift verzehren, wird (S)-Azetidin-2-carbonsäure anstelle von (S)-Prolin [Synonym: L-Prolin] bei der Proteinbiosynthese des Fressfeindes eingebaut. Infolgedessen ändert sich die Tertiärstruktur neusynthetisierter Proteine, so dass diese in ihrer biologischen Aktivität untauglich oder gar toxisch wirken.
Das Maiglöckchen selbst kann aufgrund einer hochspezifischen Prolyl-tRNA-Synthetase den unkontrollierten Einbau von (S)-Azetidin-2-carbonsäure [Synonym: L-Azetidin-2-carbonsäure] in arteigene Proteine umgehen.

## Synthese und Anwendung
Es sind mehrere Synthesen für (S)-Azetidin-2-carbonsäure sowie des Racemats in der Literatur beschrieben. Generell können Azetidine durch Reduktion von β-Lactamen gewonnen werden. Derivate der Azetidincarbonsäure werden als Medikamente (ABT-594 als Nichtopioid-Analgetikum), als Pflanzenschutzmittel sowie als Katalysatoren eingesetzt. Die Synthese und Verwendung von (S)-Azetidin-2-carbonsäure-Derivaten als Katalysatoren in der enantioselektiven Boranreduktion prochiraler Ketone ist in der Literatur beschrieben.